# Great Ape Project

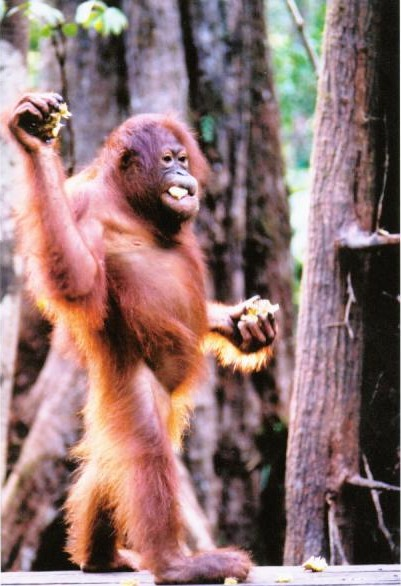
De Orang Oetan is een van de soorten mensapen

Het Great Ape Project (GAP) is een project in het kader van natuurbescherming en dierenrechten, waarin een internationale groep primatologen, psychologen en ethici sinds 1993 een ' Verklaring voor de rechten van de Mensaap ' van de Verenigde Naties probeert te bewerkstelligen (de Declaration on Great Apes).

## De zaak
De argumenten om dit te bereiken komen uit wetenschappelijk bewijs dat aantoont dat mensapen genetisch zo gelijk zijn aan de mens dat een dergelijk document gerechtvaardigd zou zijn. De bedoeling is dat er aan de verklaring drie rechten voor de mensapen ten grondslag komen te liggen:
- Recht op leven
- Recht op de bescherming van de individuele vrijheid
- Recht op vrijwaring van marteling

Onder de groep apen voor de rechten waarvan het GAP zich inzet vallen bonobo's, chimpansees, gorilla's en orang oetans.

## Boek
In 1993 kwam een boek uit van Paola Cavalieri en Peter Singer namens de organisatie, dat eveneens de naam Great Ape Project draagt. Daarin spreken naast de samenstellers nog 30 auteurs uit de wetenschap en de filosofie middels een eigen essay hun steun uit aan het project. Het boek is meer dan 300 pagina's dik en bevat bijdrages van:
| - Douglas Adams en Mark Cawardine - Christoph Anstötz - Mark Bekoff - David Cantor - Stephen Clark - Raymond Corbey - Richard Dawkins - Jared Diamond - R.I.M. Dunbar - Deborah Fouts - Roger Fouts - Gary Francione - Jane Goodall - Heta Häyry en Matti Häyry - Dale Jamieson - Adriaan Kortlandt | - Colin McGinn - Harlan Miller - Robert Mitchell - Toshisada Nishida - Barbara Noske - Francine Patterson en Wendy Gordon - Ingmar Persson - James Rachels - Tom Regan - Bernard Rollin - Richard Ryder - Steve Sapontzis - Peter Singer. - Betsy Swart - Geza Teleki - H. Lyn White Miles |